# Liliana Kiczak
Liliana Kiczak – polska doktor habilitowany nauk weterynaryjnych, profesor na Uniwersytecie Przyrodniczym we Wrocławiu, specjalistka od biochemii i biologii molekularnej.

## Kariera naukowa
W 1999 roku na Wydziale Nauk Przyrodniczych Uniwersytetu Wrocławskiego uzyskała stopień doktora nauk biologicznych na podstawie rozprawy pt. Konstrukcja i selekcja na wybranych proteazach serynowych bibliotek zasadowego trzustkowego inhibitora trypsyny (BPTI) prezentowanych na powierzchni faga M13, której promotorem był Jacek Otlewski. W 2001 roku została zatrudniona na Akademii Rolniczej we Wrocławiu, gdzie w 2016 roku uzyskała na jej Wydziale Medycyny Weterynaryjnej stopień doktora habilitowanego nauk weterynaryjnych na podstawie pracy pt. Udział elementów związanych z przebudową macierzy zewnątrzkomórkowej mięśnia sercowego w rozwoju tachyarytmicznej niewydolności serca indukowanej u świni.